# Лука (Петридис)
Митрополит Лука Петридис (греч. Μητροπολίτης Λουκάς Πετρίδης или Триколис греч. Τρικώλης; 1847, , Османская империя — 19 декабря 1912, Филадельфия Лидийская, Османская империя) — епископ Константинопольской православной церкви; митрополит Филадельфийский (1911—1912).

## Биография
Родился в тракийском городе Мадитос (ныне Эджеабат) в Османской империи.
Окончил Халкинскую богословскую школу. Был хорошо образован.
В январе 1886 года был хиротонисан во епископа и возведён в достоинство митрополита Серрейского и Нигритского.
Το πρώτον εξελέγη Μητροπολίτης Σερρών τω 1886, ως Μητροπολίτης δε Δρυϊνουπόλεως έφερε τον τίτλον «υπέρτιμος». Επί της εποχής του υπέφερον πολλά οι Χριστιανοί της επαρχίας του εκ μέρους των Μουσουλμάνων Αλβανών.
15 октября 1888 года назначен управляющим Эносской митрополией.
В 1892 году начал реконструкцию кафедрального собора святого Николая в Александруполисе, оконченную в 1901 году.
22 мая 1899 года избран митрополитом Дриинопольским, где занимался просветительской деятельностью, открыв несколько мужских и женских училищ.
27 августа 1909 года переведён митрополитом Верийским и Наусским.
23 июня 1911 года избран митрополитом Филадельфийским.
Скончался в декабре 1912 года.